# Elias Ymer
Ne pas confondre avec Mikael Ymer, son frère cadet, également joueur de tennis.
Elias Ymer, né le 10 avril 1996 à Skara, est un joueur de tennis suédois d'origine éthiopienne, professionnel depuis 2014. Il a été considéré comme l'un des plus grands espoirs du tennis suédois. Son frère Mikael, est aussi tennisman.

## Carrière
En 2015, il parvient à se qualifier pour les quatre tournois du Grand Chelem mais perd à chaque fois au premier tour. En avril, il atteint les huitièmes de finale du Tournoi de Barcelone en battant le 41e mondial Nick Kyrgios au second tour. Il remporte le tournoi Challenger de Caltanissetta en juin en battant Albert Ramos-Viñolas et Bjorn Fratangelo.
En 2016, il remporte son second titre Challenger en simple à Barletta, puis en octobre, son premier titre ATP en double avec son frère Mikael Ymer à Stockholm.
En 2017 à Stockholm, il bute sur Fabio Fognini no 27 mondial (4-6, 6-3, 67-7). Il sert pour le match puis sauve trois balles de match pour finalement en manquer une. Il gagne encore deux tournois Challenger, à Cordenons en août et à Mouilleron-le-Captif en novembre.
En 2018, il remporte à nouveau le tournoi Challenger de Mouilleron-le-Captif puis celui de Pune.
Il est entraîné par l'ancien joueur suédois Robin Söderling et fait partie de l'équipe de Suède de Coupe Davis depuis 2013.

## Palmarès

### Titre en double messieurs
| No | Date       | Nom et lieu du tournoi      | Catégorie | Dotation  | Surface    | Partenaire  | Finalistes               | Score    |          |
| -- | ---------- | --------------------------- | --------- | --------- | ---------- | ----------- | ------------------------ | -------- | -------- |
| 1  | 17-10-2016 | If Stockholm Open Stockholm | ATP 250   | 566 525 € | Dur (int.) | Mikael Ymer | Mate Pavić Michael Venus | 6-1, 6-1 | Parcours |

## Parcours dans les tournois duGrand Chelem

### En simple
| Année | Open d'Australie | Open d'Australie | Internationaux de France | Internationaux de France | Wimbledon       | Wimbledon      | US Open         | US Open           |
| ----- | ---------------- | ---------------- | ------------------------ | ------------------------ | --------------- | -------------- | --------------- | ----------------- |
| 2015  | 1er tour (1/64)  | Go Soeda         | 1er tour (1/64)          | Lukáš Rosol              | 1er tour (1/64) | Ivo Karlović   | 1er tour (1/64) | Diego Schwartzman |
|       |                  |                  |                          |                          |                 |                |                 |                   |
| 2018  | 1er tour (1/64)  | M. McDonald      | 2e tour (1/32)           | Fabio Fognini            | —               | —              | —               | —                 |
|       |                  |                  |                          |                          |                 |                |                 |                   |
| 2021  | 1er tour (1/64)  | D. Schwartzman   | —                        | —                        | —               | —              | —               | —                 |
| 2022  | —                | —                | —                        | —                        | 1er tour (1/64) | Cristian Garín | —               | —                 |
| 2023  | —                | —                | 1er tour (1/64)          | Casper Ruud              | —               | —              | —               | —                 |
| 2024  | —                | —                | —                        | —                        | 1er tour (1/64) | Jack Draper    |                 |                   |

N.B. : à droite du résultat se trouve le nom de l'ultime adversaire.

## Parcours dans lesMasters 1000
| Année | Indian Wells           | Miami | Monte-Carlo | Madrid | Rome | Canada | Cincinnati | Shanghai | Paris |
| ----- | ---------------------- | ----- | ----------- | ------ | ---- | ------ | ---------- | -------- | ----- |
| 2017  | 1er tour Y. Nishioka   | —     | —           | —      | —    | —      | —          | —        | —     |
|       |                        |       |             |        |      |        |            |          |       |
| 2019  | 1er tour B. Fratangelo | —     | —           | —      | —    | —      | —          | —        | —     |

N.B. : sous le résultat se trouve le nom de l’ultime adversaire.

## Classements ATP en fin de saison
| Année          | 2013 | 2014 | 2015 | 2016 | 2017 | 2018 | 2019 | 2020 | 2021 | 2022 | 2023 |
| Rang en simple | 801  | 232  | 137  | 160  | 144  | 116  | 178  | 205  | 171  | 128  | 155  |
| Rang en double | –    | 704  | 662  | 252  | 439  | 592  | 370  | 411  | 391  | 835  | 1348 |

Source : (en) Classements de Elias Ymer sur le site officiel de la Fédération internationale de tennis